# 9А83
9А83 — радянська та російська самохідна пускова установка зі складу ЗРС С-300В.

## Історія створення
Розробка пускової установки 9А83 була розпочата за єдиними тактико-технічними вимогами до ЗРС С-300В. Роботи виконувались у московському НДЕМІ. До кінця 1973 були готові перші дослідні зразки для полігонних випробувань, а 3 січня 1974 на Ембенському полігоні почалися перші випробування. Перший успішний запуск було здійснено у вересні 1974 року. У 1983 році комплекс С-300В1 був прийнятий на озброєння у складі командного пункту 9С457, РЛС 9С15, багатоканальної станції наведення ракет 9С32, пускової установки 9А83, пуско-заряджальної установки 9А85 і зенітної керованої ракети 9М83. У 1988 році було пройдено другий етап випробувань, після якого комплекс С-300В був доповнений РЛС 9С19, пусковою установкою 9А82, пуско-заряджальною установкою 9А84 та зенітною керованою ракетою 9М82.

## Опис конструкції
Пускова установка 9А83 призначена для підготовки та запуску чотирьох зенітних керованих ракет 9М83. Ракети можуть бути розміщені як на самій пусковій установці в транспортно-пускових контейнерах 9Я240, так і на сполученій з нею пуско-заряджальній установці 9А85. Переведення ракет у бойове положення проводиться спеціальними гідроприводами. Установка забезпечує роботу зенітних керованих ракет з моменту їх запуску до ураження мети, здійснює підсвічування цілі, і навіть видачу коригувальних команд. Підготовка ракет до запуску виконується у разі надходження команд від багатоканальної станції наведення ракет 9С32. Установка здатна вести вогонь двома із чотирьох ракет із інтервалом 1-2 секунди. Під час роботи 9А83 відбувається постійний обмін інформацією з 9С32, проводиться аналіз цілевказівки та відображення положення цілі в зоні ураження.
До комплекту бортової апаратури установки 9А83 входять:
1. Радіоелектронна апаратура з ЕОМ
2. Засоби підготовки ЗКР 9М83 до старту
3. Система телекодового зв'язку
4. Обладнання топоприв'язки та навігації
5. Газотурбінний двигун для автономного електропостачання.

### Ходова частина
Усі засоби пускової установки 9А83 встановлені на спеціальне гусеничне шасі, що має індекс ГБТУ — «Об'єкт 830» (рос. Объект 830). Шасі розроблено у конструкторському бюро Ленінградського заводу імені Кірова та виробляється на ЛЗГТ. В основі конструкції лежить шасі самохідної гармати 2С7 «Піон». Змінено положення моторно-трансмісійного відділення (перенесено до кормової частини машини), вузли та агрегати шасі по окремих вузлах уніфіковані з танками Т-72 та Т-80.

## Модифікації
- 9А83 — пускова установка ЗРС С-300В
- 9А83-1 — пускова установка ЗРС С-300В1
- 9А83М — пускова установка ЗРС С-300ВМ із ЗКР 9М83М
  - 9А83МЭ — експортний варіант